# 1808 en Italie
Chronologie de l'Italie
- 1804
- 1805
- 1806
- 1807
- 1808
- 1809
- 1810
- 1811
- 1812

## Événements
- 11 mai : les ports pontificaux des Marches et Ancône sont attribués au royaume d'Italie[1].
- 24 mai : le duché de Parme et Plaisance et la Toscane sont réunis à l’Empire français[2].
- 15 juillet : Murat succède par décret à Joseph Bonaparte sur le trône de Naples. Il entre dans la ville le 6 septembre[3].
- 4-17 octobre : prise de Capri par le général Jean Maximilien Lamarque[4].

## Culture

### Opéras créés en 1808
- 8 février : création de La conquista delle Indie Orientali de Vincenzo Federici (it) au Teatro Regio de Turin

## Naissances en 1808
- 4 février : Michele Costa, compositeur, chef d'orchestre et directeur musical. († 29 avril 1884).
- 22 février : Biagio Rebecca, peintre. (° 1735)
- 24 mars : Maria Malibran, cantatrice. († 23 septembre 1836).
- 12 juin : Giovanni Bellati, peintre. (° mars 1745).

## Décès en 1808
- 18 février : Giuseppe Piermarini, 73 ans, ingénieur et architecte. (° 18 juillet 1734)
- 4 novembre : Melchiorre Cesarotti, 78 ans, linguiste, poète, écrivain, traducteur, professeur de grec et d'hébreu à l'université de Padoue. (° 15 mai 1730)